# Bildarchiv des LWL-Medienzentrums für Westfalen
Das Bildarchiv Westfalen ist Teil des LWL-Medienzentrums für Westfalen beim Landschaftsverband Westfalen-Lippe (LWL) in Münster. Es hat den Auftrag, historische Fotografien zur Landeskunde und Kulturgeschichte Westfalens zu sammeln und zu sichern und die Region in aktuellen Fotodokumentationen zu porträtieren. Die Bildbestände werden systematisch erschlossen und digitalisiert. Der Öffentlichkeit werden die Bilder in geringer Auflösung (72 dpi) und mit Wasserzeichen versehen über eine Online-Bilddatenbank zugänglich gemacht.

## Sammlungsprofil
Im Jahr seiner Gründung 1986 umfasste der Sockelbestand des Bildarchivs rund 60.000 Fotografien aus dem Lebenswerk aller Fotografen, die für die Landesbildstelle Westfalen  – so die damalige Bezeichnung des heutigen LWL-Medienzentrums – seit ihrem Wiederentstehen nach dem Zweiten Weltkrieg im Jahre 1952 tätig gewesen waren. In den Folgejahren wuchs der Bestand durch die Übernahme zahlreicher Bildsammlungen aus öffentlichem und privatem Besitz sowie umfangreicher Nachlässe westfälischer Fotografen – wie die des Raesfelders Ignaz Böckenhoff und des Recklinghäuser Lehrers und Heimatfotografens Joseph Schäfer – auf circa 360.000 Bilddokumente (Stand 2012). Die historischen Sammlungen bilden etwa zwei Drittel des Archivs und  bestehen im Wesentlichen aus Glasplatten, Kleinbildfilmen und Papieroriginalen. Große und wichtige themenbezogene Sammlungen sind beispielsweise die heimatkundlichen und historischen Unterrichtsbildreihen der Bezirkslichtbildstelle Arnsberg aus den Jahren 1913–1935 sowie der Fotonachlass des Gründers des Deutschen Jugendherbergswerks Richard Schirrmann. Der Sammlungsbestand der aktuellen Fotografie speist sich aus der Produktion der Fotografen des LWL-Medienzentrums sowie aus Ankäufen von Luftbildern oder Arbeiten externer Fotografen zu besonderen Themen.
Die Sammlungstätigkeit des Bildarchivs konzentriert sich auf Westfalen, doch ergibt sich aus der sehr unterschiedlichen Provenienz der Bestände eine breite Vielfalt im Genre und thematischem Inhalt der Sammlungen. Schwerpunkte im historischen wie im aktuellen Bildbestand sind: Landschaften, Städte und Dörfer Westfalens, Industrie und Handwerk, regionstypische Architektur, Kultur und Brauchtümer, Verkehr und Technik sowie Gesellschaftsleben und Alltag im Wandel der Zeit. Ein Teil der fotodokumentarischen Arbeit gilt den Einrichtungen des Landschaftsverbandes.

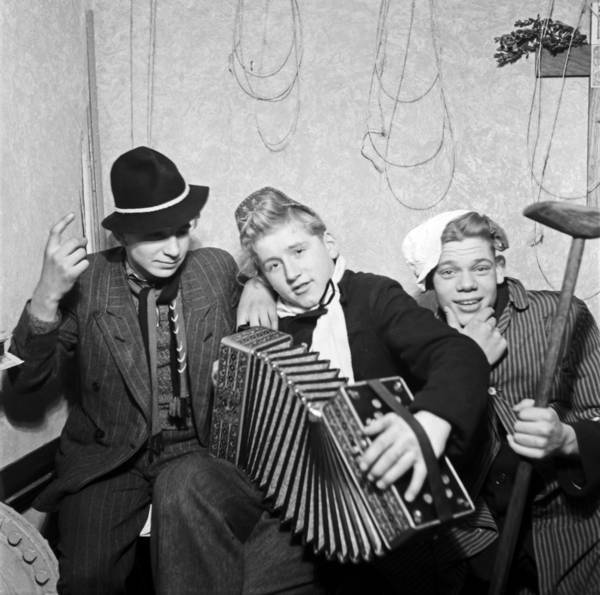
Fotonachlass Ignaz Böckenhoff
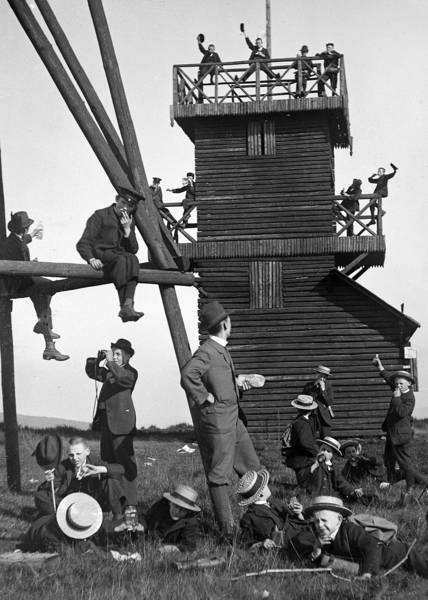
Fotonachlass Richard Schirrmann
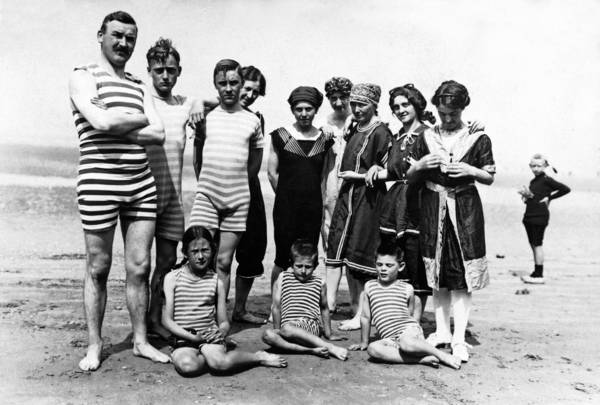
Fotonachlass Joseph Schäfer
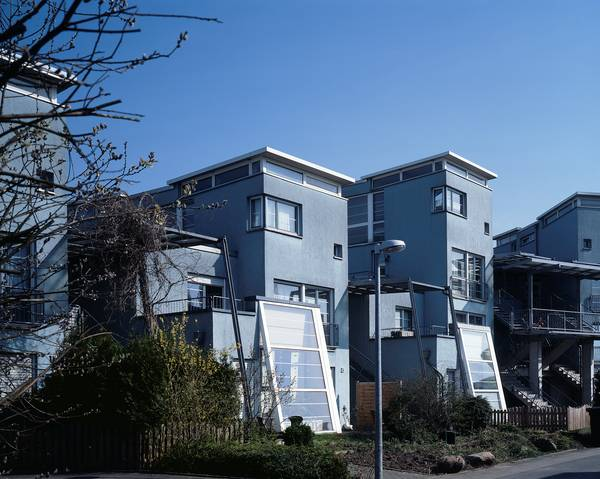
Fotodokumentation Gelsenkirchen
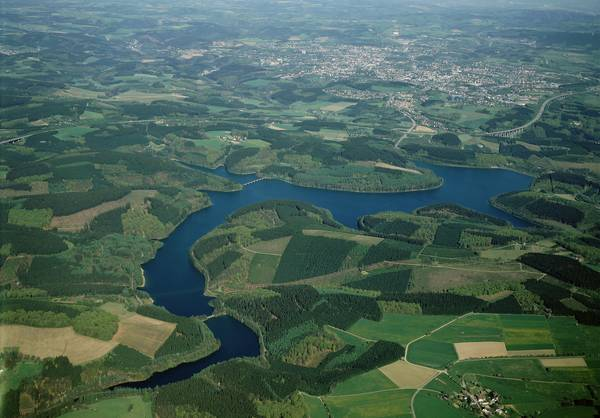
Schrägbildaufnahme Versetalsperre

## Beispiele historischer Sammlungen(online verfügbar)
- Fotohistorische Sammlung

Aus den Anfängen der Fotografie: Personenporträts ab circa 1850 und Bildwerke des westfälischen Fotopioniers Friedrich Hundt
- Sammlung Medienzentrum Arnsberg

Historische Unterrichtsbildreihen aus der Frühzeit des westfälischen Bildstellenwesens, Schwerpunkt 1920er und 1930er Jahre
- Sammlung Savio

Münster ab Mitte 19. Jh., Westfalen und Nachbarregionen 1900 bis 1930er Jahre
- Sammlung Joseph Schäfer

Vest Recklinghausen 1900 bis 1920er Jahre
- Sammlung Richard Schirrmann

Leben und Werk des Gründers des Deutschen Jugendherbergswerkes, 1910 bis 1950er Jahre
- Nachlass Ignaz Böckenhoff (1911–1994)

Dorfleben in Raesfeld (Münsterland), 1930er bis 1970er Jahre
- Nachlass Hermann Reichling (1890–1948)[1]

Naturfotografie (z. B. Krammetsvogelfang)

## Luftbildsammlung Westfalen
Die Luftbildsammlung Westfalen umfasst rund 3.000 farbige Steil- und Schrägaufnahmen ab 1970. Darunter sind 830 großformatige Senkrechtluftbilder des Luftbildfotografen Lothar Kürten, welche alle Regionen Westfalens vom westlichen Münsterland bis Ostwestfalen und vom Ruhrgebiet bis zum Siegerland in ihrer landschaftlichen Eigenart und Siedlungsstruktur veranschaulichen. Die Schrägluftbilder bieten ein Porträt ländlicher und urbaner Gemeinden Westfalens, seiner Kulturlandschaften und Naturräume sowie zahlreicher Einzelbauwerke – seien es kunsthistorisch prominente Gebäude oder regional bedeutsame Industrieanlagen und Verkehrsbauwerke.

## Online-Bilddatenbank
Seit 1992 bearbeitet das Archiv seine Sammlungen EDV-gestützt und mit optischer Bildspeicherung – anfänglich mit analoger Technik, seit 1999 mit digitalem Equipment. 
Seit 2004 ist die Online-Bilddatenbank auch im Internet verfügbar – sowohl zur Bildrecherche als auch zur Onlineabwicklung von Bildbestellungen. Die Datenbank enthält zurzeit rund 50.000 Bilder (Stand 1/2013) und wird kontinuierlich erweitert.

## Angebote des Bildarchivs für den Schulunterricht
Lehrerinnen und Lehrern finden im Online-Bereich des LWL-Medienzentrums kommentierte Bildauswahlen zu typischen Unterrichtsthemen im Fach Geschichte, wie Erster Weltkrieg oder Nationalsozialismus. Zudem sind alle online verfügbaren Fotos für die schulische Nutzung kostenfrei und direkt herunterzuladen. Außerdem gibt es interaktive Computermodule für die Förderung der Bildkompetenz am historischen Foto.